# 1929 en Ontario
Chronologie de l'Ontario
- 1925
- 1926
- 1927
- 1928
- 1929
- 1930
- 1931
- 1932
- 1933

Cette page concerne des événements d'actualité qui se sont produits durant l'année 1929 dans la province canadienne de l'Ontario.

## Politique
- Premier ministre : Howard Ferguson (Parti conservateur)
- Chef de l'Opposition: W. E. N. Sinclair (Parti libéral)
- Lieutenant-gouverneur: William Donald Ross (en)
- Législature: 17e (en) puis 18e (en)

## Événements

### Mai
- 29 mai : Une série d'explosions (en) rip à travers le système d'égouts d'Ottawa et fait un mort.

## Naissances
- 28 février : Frank Gehry, architecte.
- 14 avril : Tom Harpur, auteur, animateur de télévision, journaliste et théologien († 2 janvier 2017).
- 18 mai : Walter Pitman, député fédéral de Peterborough (1960-1962) et Peterborough (1967-1971).
- 30 mai : Thomas Symons, écrivain († 2 janvier 2021).
- 10 juillet : Moe Norman, golfeur († 4 septembre 2004).
- 30 juillet : Bill Davis, 18e premier ministre de l'Ontario.
- 24 novembre : Harry Oliver Bradley, député fédéral de Northumberland (1962-1963) († 16 mars 1990).
- 10 décembre : Michael Snow, artiste.
- 13 décembre : Christopher Plummer, acteur.
- 23 décembre : Patrick Watson, acteur et réalisateur.

## Décès
- 18 janvier : Theodore Arthur Burrows, lieutenant-gouverneur du Manitoba (° 15 août 1857).
- Février : Richard Gardiner Willis (en), chef du Parti conservateur du Manitoba (° 10 février 1865).
- 1er mars : James Albert Manning Aikins, lieutenant-gouverneur du Manitoba (° 10 décembre 1851).
- 29 mars : Hugh John Macdonald, premier ministre du Manitoba (° 13 mars 1850).
- 17 avril : Clifford Sifton, député fédéral de Brandon (1896-1911) (° 10 mars 1861).
- 6 mai : William Dillon Otter, militaire (° 3 décembre 1843).
- 3 juin : John Morison Gibson (en), 10e lieutenant-gouverneur de l'Ontario (° 1er janvier 1842).
- 23 juin : William Stevens Fielding, premier ministre de la Nouvelle-Écosse (° 24 novembre 1848).
- 10 octobre : Elijah McCoy, inventeur (° 2 mai 1844).